# Hildener Heide

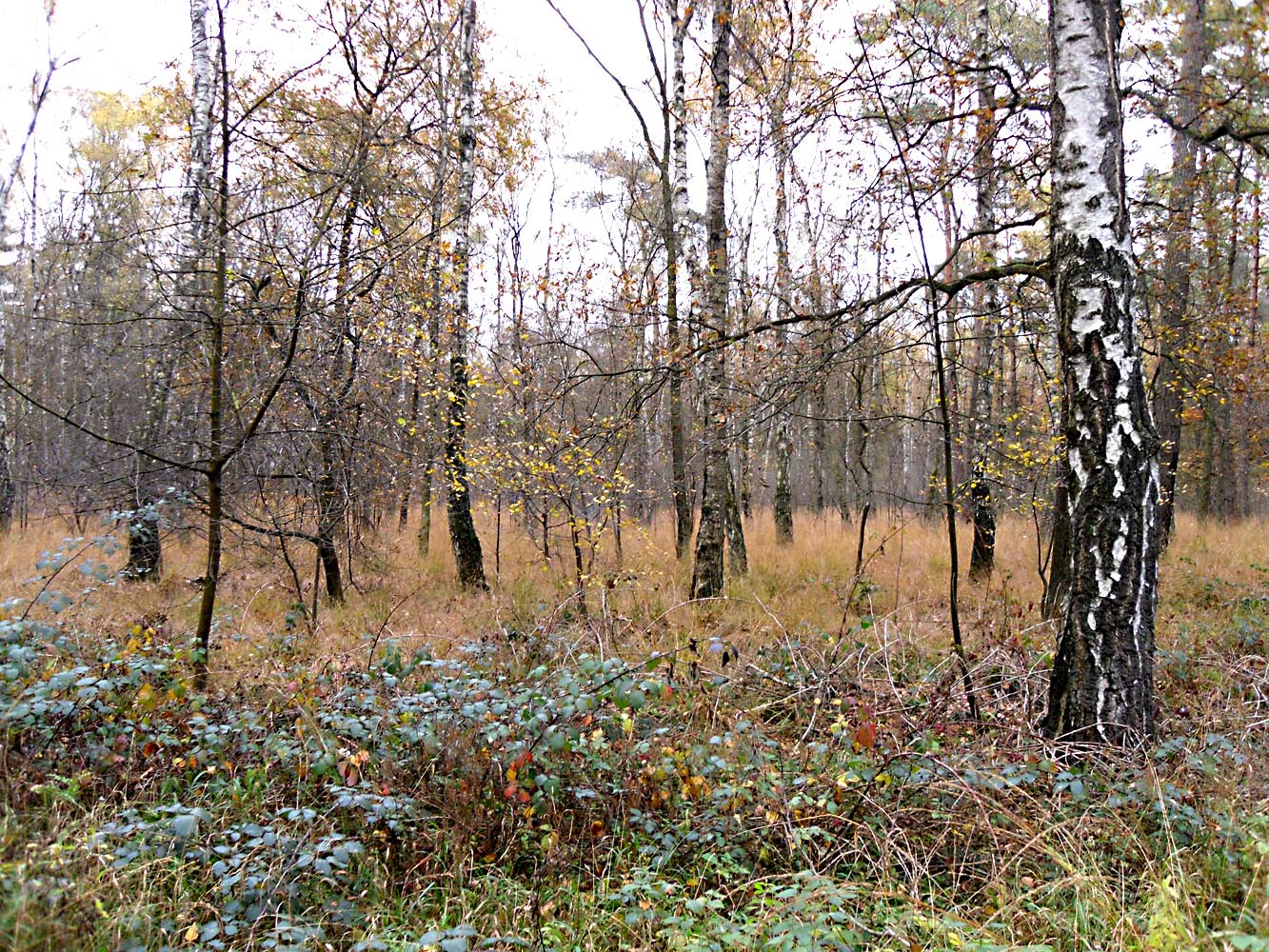
Hildener Heide

Die Hildener Heide ist ein leicht hügeliges, größtenteils bewaldetes Heidegebiet in Nordrhein-Westfalen. Sie gehört zum Naturraum Hilden-Lintorfer Sandterrassen und damit zur Bergischen Heideterrasse, liegt am östlichen Stadtrand von Hilden und steht teilweise unter Naturschutz. Das Gebiet grenzt im Westen an die Autobahn 3, im Norden an die Autobahn 46 und im Osten an die Nachbarstadt Haan. Südlich des Geländes fließt die Itter. Die Bundesstraße 228 von Hilden nach Haan durchschneidet das Gebiet in West-Ost-Richtung. An dieser Straße liegt das Waldschwimmbad Hilden.
Im Gegensatz zur unweit südlich liegenden Ohligser Heide sind im östlichen Teil des Gebietes südlich der Bundesstraße noch größere echte Heideflächen rund um den 106,2 m hohen Sandberg vorhanden. Im westlichen Teil liegt die Waldkaserne, in der das einzige Ausbildungsmusikkorps der Bundeswehr stationiert ist. Zwischen Kaserne und Heidefläche liegt der 106,6 m hohe Jaberg, welcher die höchste Erhebung im Stadtgebiet Hilden ist. Auf seinem Gipfel steht seit 1931 der Jaberg-Turm, ein 13,2 m hoher Aussichtsturm, der an Wochenenden bestiegen werden kann.
Der nördlich der Bundesstraße gelegene Teil der Hildener Heide wird auch Hildener Stadtwald genannt und ist in der westlichen Hälfte durchgehend bewaldet. Aufgrund seiner Nähe zu den Wohngebieten in Hilden-Nord (westlich der Bundesautobahn 3) und Erkrath-Sandheide (nördlich der Bundesautobahn 46) sowie der guten Parkmöglichkeiten rund um das Waldschwimmbad wird der Wald von Erholungssuchenden und Sportlern stark genutzt. Neben markierten Wanderwegen und Laufrouten gibt es auch einen Lauftreff. Weiter östlich lockert der Wald auf und wechselt sich mit Wiesen und Weiden ab. Hier, am Weiler Kesselsweier, lag auch der im Jahr 2008 geschlossene Hildener Segelflugplatz. Der Hoxbach – ein Zufluss zur Düssel – durchfließt den Hildener Stadtwald in Ost-West-Richtung.
Die Hildener Heide ist unter den Botanikern Nordrhein-Westfalens bekannt für ihren Reichtum an seltenen und heute gefährdeten Pflanzenarten. So konnten im Jahr 2015 z. B. Frühe Haferschmiele, Heide-Nelke, Hunds-Veilchen, Igel-Segge, Hirse-Segge, Mittlerer Sonnentau, Rundblättriger Sonnentau, Schmalblättriges Wollgras, Sparrige Binse, Sumpf-Bärlapp, Gagelstrauch, Moorlilie, Weißes Schnabelried, Braunes Schnabelried und Deutsche Rasenbinse nachgewiesen werden.